# ريسورس سبيس (إدارة الأصول الرقمية)
ريسورس سبيس  أو ResourceSpace هو برمجيات إدارة الأصول الرقمية تم تطويره عام 2006 في الأصل لصالح أوكسفام من قبل مطوري البرمجيات نيل هول ودان هوبي من شركة مونتالا المحدودة البريطانية. تم إصدار ResourceSpace بموجب رخصة BSD-مشابهة مفتوحة المصدر. ولا تزال شركة مونتالا تتولى إدارة المشروع، بالإضافة إلى تقديم خدمات الاستضافة التجارية، الدعم الفني، والتطويرات الإضافية للبرمجية.
يعتمد ResourceSpace على لغة البرمجة بي إتش بي وعلى مكتبة GD. ويمكن استخدام ماي إس كيو إل أو ماريا دي بي كقاعدة بيانات. يتم تثبيته على خادم ويب ويُستخدم عبر متصفح ويب، مما يعني أن تشغيله لا يتطلب أي برمجيات إضافية سوى المتصفح.
يتميز النظام بدعم تعدد اللغات، ويدعم أنظمة التشغيل ويندوز، macOS، ولينكس على جانبي الخادم والمستخدم. كما أنه يعمل بشكل مستقل عن المتصفح، ويدعم كروم، فايرفوكس، إنترنت إكسبلورر (حتى الإصدار 7)، أوبرا، سفاري، وفيفالدي.

## الميزات
- تعتمد واجهة المستخدم الرسومية بالكامل على الويب.
- ضبط تلقائي لحجم الموارد – يمكن تنزيل الموارد بأحجام مختلفة، مما يسمح للمستخدمين باختيار الجودة المناسبة لهم لتوفير النطاق الترددي ووقت التنزيل.
- دعم السمات – يوفر تنسيقًا مسبق الإعداد للموارد.
- نظام أذونات يحدد وصول المستخدمين إلى الموارد على مستوى المجموعات.
- خدمة البحث – تتيح إرسال طلبات محددة إلى فريق مركزي للموارد.
- إمكانية أرشفة الموارد بحيث لا تظهر في البحث الرئيسي.
- يمكن للمستخدمين تحميل مواردهم الخاصة إلى النظام، ليتم معالجتها من قبل فريق مخصص ثم توفيرها للمستخدمين الآخرين.
- توليد تلقائي للصور المصغرة لمعظم صيغ الصور والفيديو (بما في ذلك JPEG، GIF، PNG، PDF، TTF، Photoshop PSD، AVI، MOC، MEG) باستخدام إيماج ماجيك وإف إف إم بي إي جي.
- استيراد وتصدير شامل لبيانات Exif وIPTC وXMP عبر أداة ExifTool.
- استيراد تلقائي لبيانات GPS ودعم البحث عبر Geotargeting باستخدام أوبن لايرز، خريطة الشارع المفتوحة، وخرائط جوجل.
- تحميل ملفات متعددة في وقت واحد باستخدام PLupload.
- قابلية التوسع عبر الإضافات.

## الإصدارات المهمة
تم تطوير ResourceSpace عبر عدة إصدارات رئيسية، حيث تم تحسين الأداء وإضافة ميزات جديدة باستمرار:
- الإصدار 2.x – تم إطلاق أول إصدار مسجل في 2009.
- الإصدار 3.x – تحسينات على الأداء، دعم لغات جديدة، وإضافة ميزات بحث محسنة.
- الإصدار 4.x – تحسينات في إدارة المستخدمين والترجمة.
- الإصدار 5.x – تغييرات على الواجهة الأمامية ودعم تقنيات حديثة مثل Ajax.
- الإصدار 6.x – تحسينات على الأداء وإضافة دعم HTML5.
- الإصدار 7.x – تحسينات على تجربة المستخدم، دعم Retina، وميزات بحث متقدمة.
- الإصدار 8.x – دعم الذكاء الاصطناعي مثل التعرف على الوجوه.
- الإصدار 9.x – تحديثات رئيسية في الواجهة وتحسينات أمنية.
- الإصدار 10.x – تحسينات على الأداء والأمان، دعم واجهات API متطورة.

## مشاريع ريسورس سبيس الكبرى
يتم استخدام ResourceSpace من قبل العديد من الشركات والمؤسسات الكبرى، بما في ذلك مؤسسة إكس برايز، فوجيتسو، وSITA (شركة تكنولوجيا المعلومات). كما أنه مستخدم في المجال الأكاديمي، مثل الجامعة الوطنية في سنغافورة وجامعة أركنساس. بالإضافة إلى ذلك، تعتمد عليه العديد من المنظمات غير الربحية، مثل فير تريد الدولية، هيومن رايتس ووتش، الصندوق العالمي للطبيعة، ومجلس أوروبا.

## روابط خارجية
- الموقع الرسمي لـ ResourceSpace